# 月桂冠大倉記念館
月桂冠大倉記念館（げっけいかんおおくらきねんかん）は、京都府京都市伏見区にある、酒造会社月桂冠の企業博物館。京都市伏見区南浜町247番地。

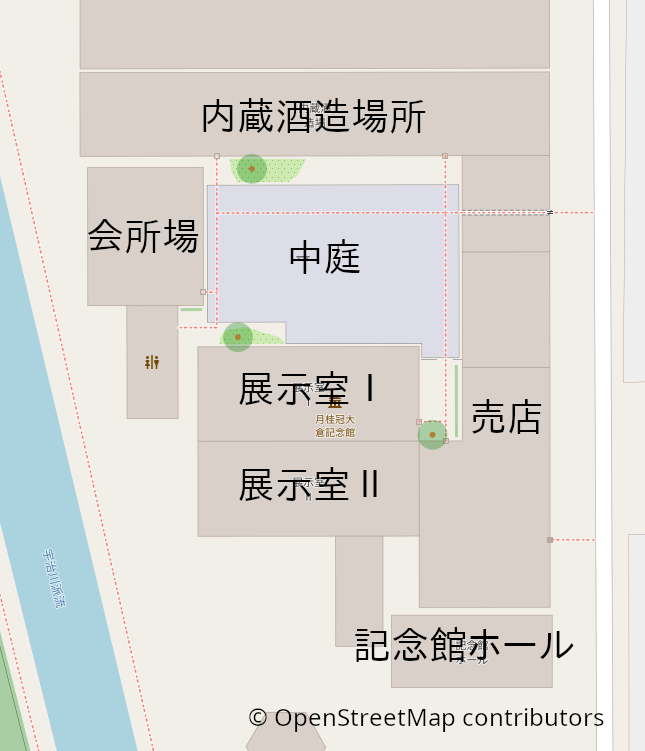
月桂冠大倉記念館 (見取り図)

## 概要
濠川畔の月桂冠発祥地に建つ酒蔵（1909年（明治42年）築）を改装し、創業350年にあたる1987年（昭和62年）に開設された、伏見の酒造りと月桂冠をテーマとする博物館である。館内のルートは酒造り工程順になっており、館所蔵である京都市有形民俗文化財の酒造用具類6,120点のうち400点、焼印・朱印・銅板・金型などの出荷用具、樽造り用具まで常設展示する。

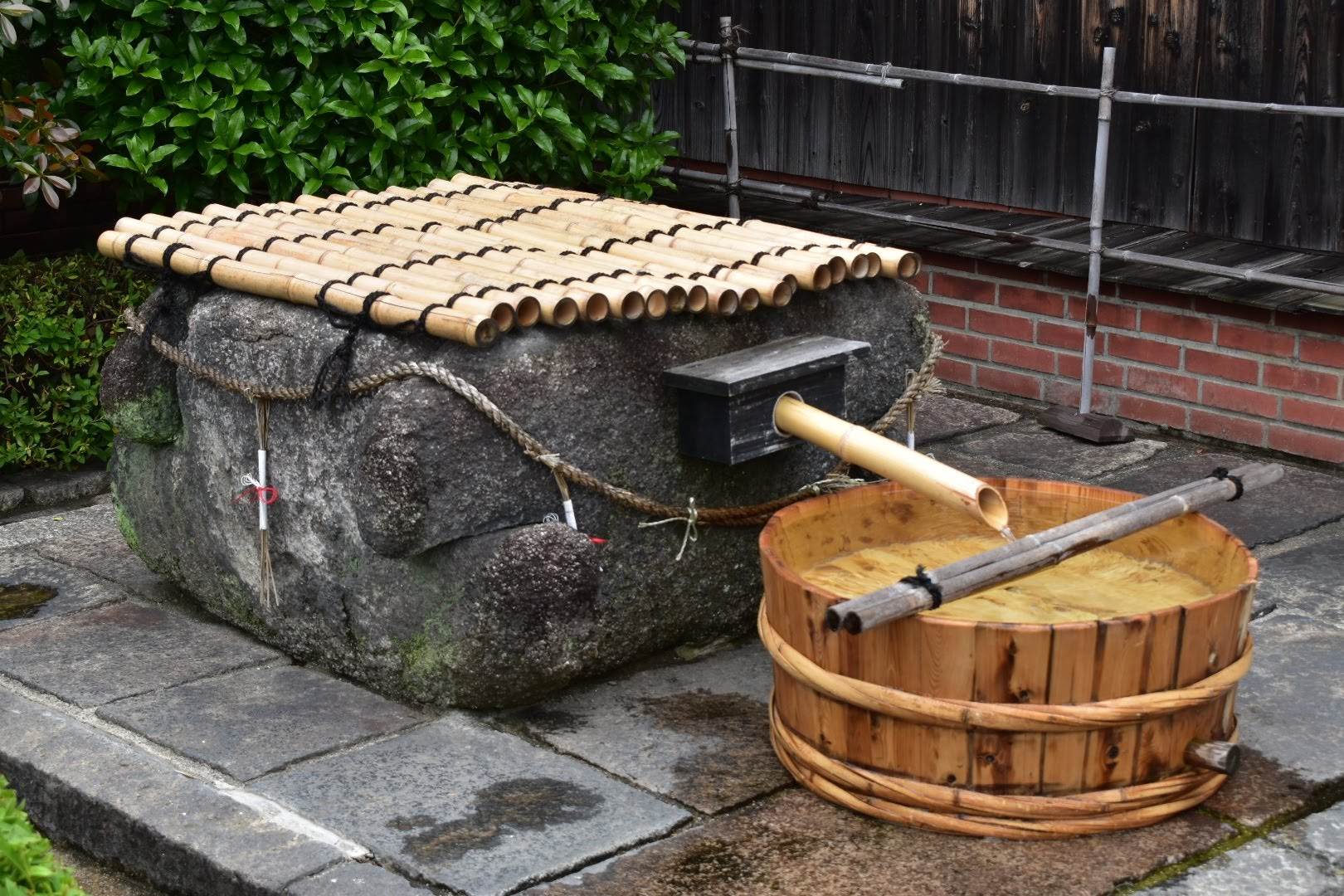
敷地内に湧き出る「さかみづ」

## 近代化産業遺産

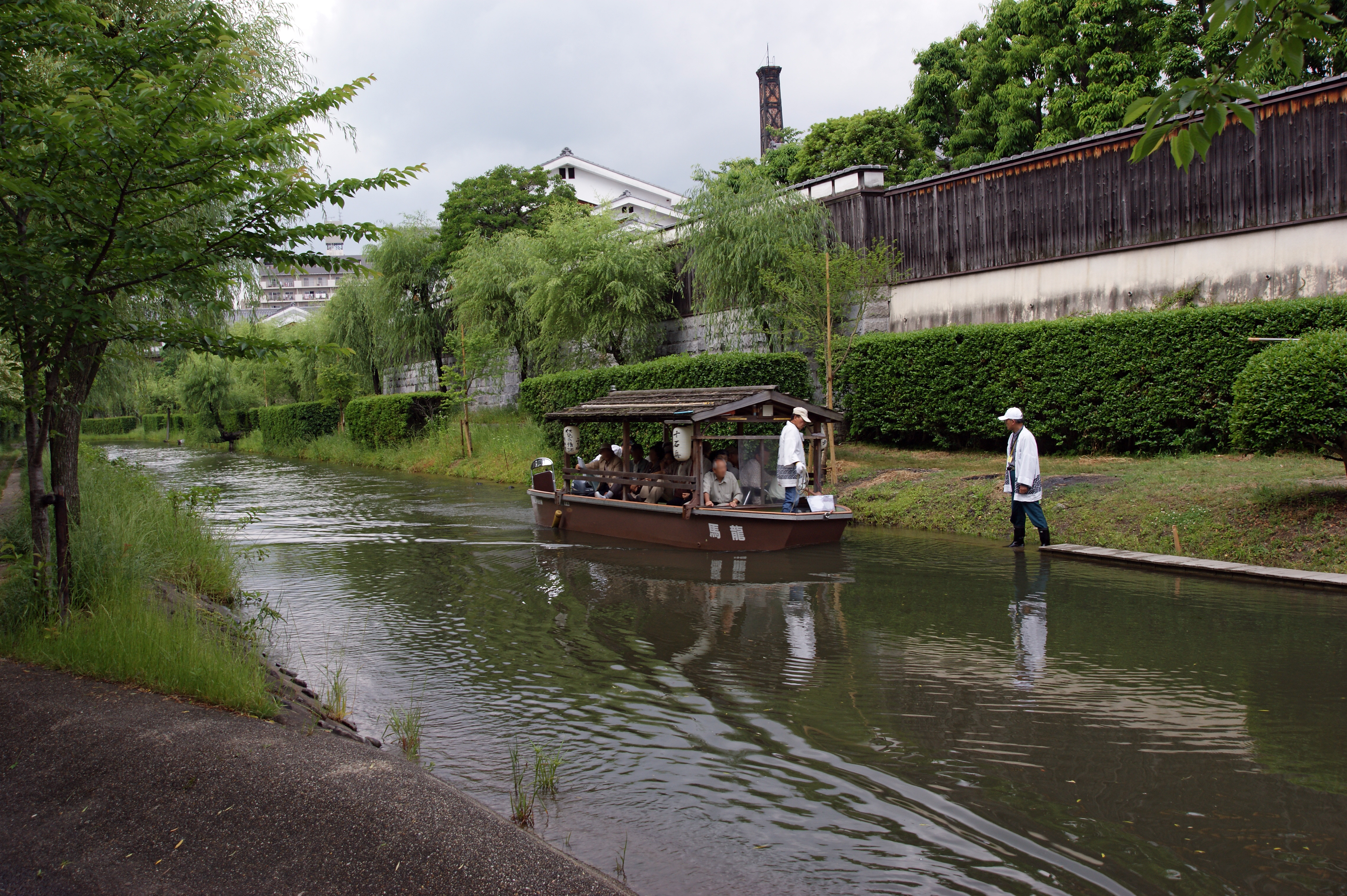
記念館裏に十石船の船着場がある

月桂冠大倉記念館（1909年（明治42年）築）と館所蔵の「伏見の酒造用具」は、「内蔵酒造場（1906年（明治39年）築）」、「月桂冠旧本社（1919年（大正8年）築）」、「月桂冠昭和蔵（1927年（昭和2年）築）」、「旧・大倉酒造研究所（1909年（明治42年）築）」、および松本酒造酒蔵、十石舟とともに「伏見の日本酒醸造関連遺産」として近代化産業遺産の認定を受けている。

## 受賞・選定関連
- かおり風景100選「伏見の酒蔵」
- 行ってみたい、歩いてみたい、日本の100か所
- 遊歩百選
- 京都百景
- 京都美観風致賞・特別賞（1987年）
- 重要界わい景観整備地域（1997年）
- 京都市自然100選「伏見濠川の柳並木」

## 周辺
- 大倉家本宅 - 創業家。1828年（文政11年）築
- 御香宮神社
- 松本酒造
- キザクラカッパカントリー
- 三栖閘門
- 伏見十石舟